# Filip Kubski
Filip Borys Kubski, pseud. „Neo” (ur. 15 czerwca 1987 w Poznaniu) – polski zawodowy gracz e-sportowy, a następnie trener. Jeden z najwybitniejszych graczy na świecie w grach serii Counter-Strike. Ogłoszony graczem dekady w Counter Strike 1.6 za okres 2000–2010 według portalu hltv.org.

## Życiorys
Grę w Counter-Strike’a rozpoczął u boku swojego ojca, który grał dla zespołu Specnaz. W 2004 Specnaz i inna polska drużyna – Aristocracy połączyły swoje siły i stworzony został zespół Pentagram.conneXion. Wspólnie z zespołem, Neo został krajowym mistrzem 2004 World Cyber Games: Poland i 2005 World Cyber Games: Poland. W 2006 roku, wraz z zespołem wygrał główny turniej World Cyber Games 2006. Od tego momentu zespół nazywany był „Golden Five”. W 2007 wygrał pierwszy turniej Intel Extreme Masters, a także Electronic Sports World Cup 2007 i ESL European Nations Championship. W tym samym roku został wybrany najlepszym na świecie graczem CS 1.6, a także najlepszym graczem e-sportowym bez podziału na gry na eSports Award.
W kolejnych latach zmieniając zespoły (MeetYourMakers, Vitriolic i Wicked) wygrał m.in. World Cyber Games 2009 i 2011. W 2010 roku został wybrany przez czytelników serwisu hltv.org najlepszym graczem dekady. W 2011 wraz z ESC Gaming był ostatnim mistrzem świata w CS 1.6 na Intel Extreme Masters VI.
W 2012 roku zaczął grać w nowo wydaną grę Counter-Strike: Global Offensive. 25 stycznia 2014 dołączył do zespołu Virtus.pro, z którym wygrał m.in. EMS One Katowice 2014, StarLadder i-League Invitational #1, E-League Season 2016 i DreamHack Bucharest. W grudniu 2018 rozstał się z Virtus.pro.
4 marca 2019 dołączył do drużyny Heroic w charakterze zawodnika tymczasowego, jednak już dwa miesiące później został członkiem FaZe Clanu. Neo opuścił FaZe Clan, gdzie pełnił funkcję prowadzącego, we wrześniu 2019. W maju 2020 roku dołączył do drużyny Honoris.
W lipcu 2023 został trenerem FaZe Clan. Wraz z nim wygrał turnieje Intel Extreme Masters Sydney 2023, Thunderpick World Championship 2023 i CS Asia Championships 2023. Następnie dotarł do finałów turniejów rozgrywanych już w Counter-Strike 2: IEM Katowice 2024 i PGL Major Copenhagen 2024, a także wygrał turniej IEM Chengdu 2024.
W swojej karierze wygrał dotychczas indywidualnie jako zawodnik ponad 760 000 dolarów amerykańskich w ramach nagród za zajmowane w turniejach miejsca i jest polskim graczem, który zarobił do tej pory najwięcej w grach z serii Counter Strike. Łącznie w karierze wygrał 67 oficjalnych turniejów, 40 razy był drugi i 55 razy kończył swój udział na półfinałach (stan na 14 kwietnia 2024). Kilkukrotnie był wyróżniany miejscem w czołowej dwudziestce zestawienia najlepszych graczy roku według serwisu hltv.org, w tym w 2011 roku uzyskał 1. miejsce.
Jego nick w grach komputerowych pochodzi od pseudonimu głównego bohatera filmu Matrix.

## Wybrane wygrane turnieje
Wygrane turnieje:

### Counter-Strike 1.6
- ClanBase EuroCup X
- SEC 2005
- WSVG 2006: London
- World Cyber Games 2006
- Intel Extreme Masters 2007
- Electronic Sports World Cup 2007
- Electronic Sports World Cup 2008
- World eSports Games: e-Stars 2008
- The Gathering 2008
- Dreamhack Summer 2008
- WEG e-Star 2008
- World Cyber Games 2009
- WEG e-Star 2010
- WEG e-Star 2010 Continental Cup
- World Cyber Games 2011
- Intel Extreme Masters VI 2011
- ASUS Open Summer 2011
- Copenhagen Games 2011
- SEC 2011
- World Cyber Games 2011
- Intel Extreme Masters VI

### Counter-Strike: Global Offensive
- EMS One Katowice 2014
- Copenhagen Games 2015
- ESEA Invite Season 18 Global Finals 2015
- CEVO Professional Season 7 Finals 2015
- ESL ESEA Dubai Invitational 2015
- CEVO Professional Season 8 Finals 2015
- SL i-League Invitational #1 2016
- ELEAGUE Season 2016
- DreamHack ZOWIE Open Bucharest 2016
- DreamHack Masters Las Vegas 2017
- Adrenaline Cyber League 2017

## Wyróżnienia indywidualne
- eSports Award 2007: Najlepszy gracz roku[6]
- eSports Award 2007: Najlepszy gracz w CS 1.6[6]
- Najlepszy gracz dekady (2000–2010) według czytelników serwisu hltv.org[7]
- 7. miejsce w rankingu najlepszych graczy na świecie w 2010 roku według serwisu hltv.org (CS 1.6)[17]
- 1. miejsce w rankingu najlepszych graczy na świecie w 2011 roku według serwisu hltv.org (CS 1.6)[18]
- 17. miejsce w rankingu najlepszych graczy na świecie w 2015 roku według serwisu hltv.org (CS:GO)[19]